# 2017年罗兴亚难民危机
2017年罗兴亚难民危机是指2017年8月25日起，七十万罗兴亚人被迫离开缅甸若开邦，躲避政府安全部队的种族灭绝行动。联合国难民署估计缅甸120万罗兴亚人约有三分之二于近几周内穿越边界到达孟加拉，另有数万人在缅甸境内流徙，得不到必要的人道援助。緬甸军方在遭到罗兴亚武装团体计划性攻击后，持续以杀戮、轰炸和大面积纵火进行族群清洗。缅甸政府在本次事件中并未声援罗兴亚人或谴责缅甸国防军。

## 背景

若开邦在缅甸中的位置。

2017年8月25日晚，150名羅興亞救世軍叛乱分子向若开邦的24个警察哨所和第552轻步兵营营地发动协同袭击，造成1名士兵、1名移民官、10名警察和59名叛乱分子共计71人死亡。缅甸陆军消息：凌晨1点配有炸弹、小型近战武器和砍刀的叛乱分子炸毁了一座桥，开始了当晚的袭击。他们表示，袭击大部分在凌晨3点到4点间发生。若开罗兴亚救世军声称他们在25个地点采取“防御行动”，称政府军强奸杀害平民。该组织还称，拉代当已经被封锁两个多星期，罗兴亚人在挨饿，政府军也打算在孟都故技重施。联合国缅甸人权问题特别报告员李亮喜表示，8月25日的暴力事件中至少有1000人遇害，表示这个数字“很可能算少了”。

## 过程
安全部队遇袭后不久，缅甸军方以“大反攻”回应，在佛教武装分子的支持下对罗兴亚人启动“清洗行动”。第一个星期中，至少130名罗兴亚人遇害。为了保命，罗兴亚开始大量逃离缅甸，想在孟加拉国寻找庇护。缅甸军方向逃难的罗兴亚妇女和儿童发射迫击炮弹和机关枪子弹，从跨越纳夫河进入孟加拉国的沉没船只上掉出的罗兴人死尸被冲上岸。第二个星期，至少1000名罗兴亚人遇难。有人聲稱，军方在行动期间烧毁摧毁了数百座罗兴亚人村庄，杀害数千名罗兴亚平民，强奸并性侵妇女，还犯下其他反人类罪行。
人权观察组织2017年12月表示，他们发现自2017年8月25日以来，若开邦354座罗开邦村庄被缅甸军方烧毁摧毁。稍早前，该组织于10月分表示新的卫星影像确认至少有288座罗兴亚村庄被破坏，当中有数千间主要是罗兴亚穆斯林使用的住宅。若开邦计划主任克里斯·雷瓦（Chris Lewa）指责安全部队有计划地一座一座地焚毁村庄。监察员向ABC新闻提供的一段视频显示了燃烧中的村庄，另一段视频则出现了据称是遇害者坟墓的新挖土坑 。
2017年12月，无国界医生估计自清洗行动以来有1万多人罗兴亚人遇害。稍早前，组织报道单单就镇压开始的第一个月，便有包括730名儿童在内的6700到7000人遇害。大多数人死于枪伤，其他则在他们的家被烧时遇害。消息指死难者“死相很惨”。另有报道指，拉代当附近的卓平村有军人和佛教徒自卫队员杀害大量罗兴亚。雷瓦表示他们收到的报道指该村有130人遇害。2017年9月7日，《卫报》报道图拉托里村有大量罗兴亚人被杀，称之为图拉托里大屠杀。
2017年12月12日，路透社两名记者在仰光附近报道难民时被警方控告和拘禁，被指违反1923年有关保密的殖民法律。
2017年10月11日，联合国人权事务高级专员办事处发表特派团报告。报告指，2017年8月初缅甸军方开始了驱赶数百万缅甸罗兴亚人的“系统”过程，早在8月25日事件和镇压发生前，有以下策略被采取：
- 逮捕并随意拘禁15到40岁的罗兴亚男性；
- 逮捕并随意拘禁罗兴亚舆论制造者、领导人以及文化宗教界人士；
- 采取行动剥夺罗兴亚村民获取食物、生计及其他日常活动和生活方式；
- 8月25日前后屡次发生的羞辱和暴力行为，通过煽动仇恨、暴力和杀戮驱逐大量罗兴亚人，包括宣布罗兴亚人是孟加拉恐怖份子、缅甸非法定居者
- 通过杀戮、失踪、酷刑、强奸和其他形式的性暴力等残酷行为，给罗兴亚遇难者造成身体、情绪和心理上造成深层和广泛的恐惧和创伤[23][24]

## 难民危机
超过730,000名罗兴亚人逃离缅甸并进入孟加拉国或被驱逐出若开邦，到9月中旬，大多数人逃往孟加拉国取得难民庇护。2017年11月，孟加拉国政府和缅甸政府签署协议，将罗兴亚难民引渡回国。昂山素季与孟加拉国外交部长阿布·哈桑·马哈茂德·阿里进行磋商。国际评论员认为，该协议是缅甸实际领导人昂山素季针对她在冲突中缺少行动的有意识处理。该决议在联合国和美国国务卿雷克斯·蒂勒森宣称缅甸军队对罗兴亚难民所采取的行动构成种族清洗，遭到援助团体的犹豫和批评后出现。

### 調查
联合国人权理事会在2017年3月建立调查团调查相关事件，在2018年8月发布报告，點名指6名緬甸國防軍高層涉戰爭罪行，必须因涉嫌若开邦北部的种族灭绝罪以及若开邦、克钦邦和掸邦的危害人类罪和战争罪受到调查和起诉，促轉介國際罪行法庭（ICC）或獨立調查委員會追究責任，並作個別制裁，其中總司令敏昂萊（Min Aung Hlaing）應辭職，另5名將領包括指使33師在若開邦印丁村（Inn Din）沙灘圍剿10名羅興亞男丁的准將昂昂（Aung Aung）及副總司令索溫（Soe Win）等。調查團同時谴责了昂山素季未能制止暴力行动，指其没有利用她作为政府首脑的职责或道德权威来阻止若开邦正在发生的事件。調查还批评了Facebook，称其在一个以该社交媒体平台为主要通信方式的国家成了“那些试图传播仇恨的人的得力工具”。

#### 訊息管制
2017年8月25日若開邦被揭發有近300條羅興亞人村落被緬甸軍方掃蕩，之後媒體與國際團體被禁進入該區。到12月12日兩名跟進事件的路透社記者，在仰光附近被緬甸警方以違反1923年殖民地時代公佈的保密法例為由而拘捕。2018年2月，當地法院駁回兩人的保釋申請。聯合國秘書長安東尼奧·古特雷斯曾呼籲當局釋放兩人。2018年9月3日，當地法院裁定兩名記者持有國家機密有罪，被判監7年。

## 批评
此次危机招致一些國家的批评，激发起一些人对人权问题的关切。該行动启动后不久，一些國家的领导人警告缅甸政府避免平民伤亡。9月下旬，常设人民法庭七人小组谴责缅甸对罗兴亚和克钦少数族裔群体实行种族灭绝。判决于马来亚大学法学院举行的为期五天的审判后到来，庭审上多份文档、专家观点和暴行受害者证词被检查。法庭还提出17项建议，包括若开邦去军事化和终结歧视公民法。经过对罗兴亚少数民族困境的两年调查，国际特赦组织在他们的报告中描述了罗兴亚人遭限制的情况如同“露天監獄”，他们处于“制度化的歧视和隔离的恶性制度”下，人权、出入境自由、获取食物、健康保障和教育的权利受限。报告中，該組織指罗兴亚人少数民族被限制在村庄、城镇和破旧营地中，与缅甸其他地方隔绝，即便在原先居住的村庄之间游走也是严厉禁止的。在城镇间游走需经过复杂的审批过程，即便是获准游走的人也经常受到骚扰、身体虐待或逮捕。这些“系统性”的歧视和迫害不亚于南非种族隔离。
2016年的事件中，缅甸政府实际领导人昂山素季因对有关问题保持沉默并默许军方行动再度遭到批评。她对罗兴亚人无所作为，让诺贝尔和平奖得主马拉拉·优素福扎伊请求她采取行动。一些人呼吁剥夺素季的诺贝尔奖。诺贝尔和平奖得主德斯蒙德·图图也批评素季的立场捍卫了军方行动。《经济学人》批评素季的姿态，表示：“若开邦暴力达到如此不合情理的程度，已经没有继续被动的理由。”
过去美国和其他国家对缅甸军方和与其有联络的企业的直接制裁，被认为是对暴力行动的最佳回应。《经济学人》表示：“缅甸军不容易撼动，但经济和外交孤立似乎在当初说服它放弃权力时起到了作用。”

## 回应

### 国家
2017年8月26日，教宗方济各在梵蒂冈提到“关于我们的罗兴亚宗教少数群体兄弟遭到迫害的换消息”，表示他在祈祷，他们理应获得“完全的权利”。11月，教宗对出访受灾地区，要求国际社会“果断采取措施应对这场严重的危机”。
缅甸驻雅加达领事馆外爆发示威，领事馆遭到燃烧瓶攻击。总统佐科·维多多于9月派遣外交部长蕾特诺·马苏迪进行“紧急会谈”，表示需要具体行动。四架印尼空军C-130运输机向孟加拉国的难民营送去了帐篷、基本食物和卫生用品等救援物资。
美国国务卿雷克斯·蒂勒森9月14日表示缅甸面临“决定性时刻”：“我认为，全世界都应该大声疾呼，不论种族，支持我们所知的每个人应得待遇，这种暴行必须停止，这种迫害必须停止。”
中国外交部长王毅9月17日前往缅甸和孟加拉国，支撑北京在该地区的影响力，调解日益深化的罗兴亚难民危机。2020年12月4日，孟加拉重新安置羅興亞難民至藤加查爾島，但是此舉也遭到質疑。

### 超国家机构
联合国调查人员得出结论，认为这场运动是出于“种族灭绝意图”执行的。联合国人权事务高级专员办事处和约旦王子扎伊德·拉阿德-侯赛因表示罗兴亚人在缅甸的经历“如同种族清洗的教科书例子”，支持李亮喜等联合国专辑的建议。联合国难民署进一步确认孟加拉国的规定难民数目约为70万人。2017年10月4日，缅甸当局被消除對婦女一切形式歧視公約和儿童权利委员会询问，“以立即停止若开邦北部的暴力行为，及时有效展开调查、积极起诉暴力侵害妇女儿童案件。”
东盟成员国坚持不干涉东盟内部关系的原则。第30届东盟首脑会议于2017年4月26日举行。路透社报道2016年11月缅甸军方采取行动。尽管如此，罗兴亚危机不在峰会官方议程上。虽然如此，各国领导人开始关注这个问题。2016年12月19日，在和其他东盟外长会谈时，马来西亚外交部长阿尼法·阿曼（Anifah Aman）呼吁集体努力解决危机。此外，印尼总统佐科·維多多和昂山素季在首脑会议上讨论了罗兴亚危机问题。他强调了缅甸稳定对更广泛地区安全的重要性。东盟国家评论相关议题时犹豫不决，或许解释了对中国的崛起及其在缅甸的影响，可能损害了东盟国家在缅甸的利益。《罗兴亚人：缅甸秘密种族灭绝真相调查》（The Rohingyas: Inside Myanmar's Hidden Genocide）作者阿泽姆·易卜拉欣（Azeem Ibrahim）指出：“缅甸与东盟的互动可能表明其对国际关系采取更广泛的方式。”尽管东盟成员国欢迎中国崛起带来的经济机遇，但他们害怕中国影响力不断增长。东盟对缅甸外交危机的批评可能会让中缅之间走得更近。

### 非政府组织
非政府组织强化权利（Fortify Rights）的马修·史密斯（Matthew Smith）：“我们现在可以非常自信地说，国家领导的安全部队和当地武装居民已经进行了大规模杀戮。”史密斯指责缅甸军方想把所有罗兴亚人赶出国。

### 其他
2016年11月下旬，亚洲多国首都有穆斯林示威。孟加拉国、菲律宾、马来西亚和巴基斯坦于2017年9月8日举行示威，声援罗兴亚人民。澳大利亚墨尔本的罗兴亚人也在9月初举行了示威。同月美国华盛顿、南非开普敦、印度查谟和克什米尔也有示威。香港计划示威。